# 今井麻椰
今井 麻椰（いまい・まや、Maya Imai, 1991年1月24日 - ）は、日本の女性フリーアナウンサー及び実業家。
北海道旅客鉄道函館本線森駅の名物駅弁として知られる『いかめし』の製造販売元である「いかめし阿部商店」代表取締役社長を務める。

## 経歴
東京都世田谷区出身。東洋英和女学院小学部、東洋英和女学院中学部・高等部、慶應義塾大学環境情報学部卒業。学業の傍らで、幼少期から家業であるいかめしの製造販売の手伝いも行ってきた。
大学卒業後にブリティッシュコロンビア工科大学 (BCIT) へ1年半留学。留学中にアメリカで行われた北海道フェアでいかめしの実演販売を手伝い、その際のプレゼンで「人に伝える楽しさ」を知りアナウンサーへの道を志し、帰国後アナウンススクールに通う。BSフジ女子大学生キャスター第28期に選ばれ、「BSフジNEWS」を半年間担当した。この時の同期には室伏真璃（東京女子大学、現テレビ静岡アナウンサー）がいた。
その後フリーアナウンサーとして本格的に活動。2016年、B.LEAGUE応援番組のオーディションに応募し、アシスタントMCを務めたことでB.LEAGUEとの縁が出来、B.LEAGUE中継のレポーターを務めるようになる。
その一方で、実家のいかめし阿部商店はスルメイカの不漁による高騰や、長らく実演販売に携わったスタッフの高齢化などもあり2代目社長の今井俊治（摩耶の父）が会社を手放すことを検討するほどの苦境に立たされたが、そのような実家の苦境をみて一念発起し社長業の引き受けを決意、2020年5月にいかめし阿部商店の3代目社長に就任する。社長就任後は「いかめし」ブランドを生かしたカレーやおかき、セブン-イレブンとのコラボレーションによるおむすびなどの新規事業開拓を行い、さらに実演販売にこだわった父親を説得して「レトルト版いかめし」のオンライン販売を始めるなど販路を広げ、コロナ禍の苦境を乗り切ることに成功する。
その一方、社長業の傍らでバスケットボールネット中継サービス「バスケットLIVE」のリポーターも引き続き務め、B.LEAGUE会場でいかめしの実演販売を行うなど、フリーアナウンサーと実業家の二刀流で奮戦している。

## 現在の担当番組
- 『B.WEEK!!』 - 司会（バスケットLIVE、2020年10月9日 - ）